# Vuelta a Cundinamarca
Das Straßenradrennen Vuelta a Cundinamarca ist ein kolumbianischer Radsportwettbewerb, der seit 1974 als Etappenrennen für Berufsfahrer veranstaltet wird. Das Rennen findet im Departamento de Cundinamarca statt. Bis 1996 fand das Rennen unter dem Namen „Clásica de Cundinamarca“ statt. Seit 2010 gibt es auch ein Frauenrennen.

## Palmarès
- 1974  Norberto Cáceres
- 1975  Julio Rubiano
- 1976  Norberto Cáceres
- 1977  Julio Rubiano
- 1978  José Patrocinio Jiménez
- 1979–1980 nicht ausgetragen
- 1981  José Patrocinio Jiménez
- 1982 nicht ausgetragen
- 1983  José Patrocinio Jiménez
- 1984  Fabio Parra
- 1985  Fabio Parra
- 1986  Edgar Corredor
- 1987  Reynel Montoya
- 1988  Luis Alberto González
- 1989  Pacho Rodríguez
- 1990  Pacho Rodríguez
- 1991  Néstor Mora
- 1992  Luis Alberto González
- 1993  Luis Alberto González
- 1994  Efraín Rico
- 1995  Javier Zapata
- 1996  Ángel Yesid Camargo
- 1997  Dubán Ramírez
- 1998  Israel Ochoa
- 1999  Ángel Yesid Camargo
- 2000  Uberlino Mesa
- 2001  Ismael Sarmiento
- 2002  Miguel Ángel Sanabria
- 2003  Javier González
- 2004  Álvaro Sierra
- 2005 nicht ausgetragen
- 2006  Diego Calderón
- 2007  Daniel Rincón
- 2008  Santiago Ojeda
- 2009  Óscar Sevilla
- 2010  Libardo Niño
- 2011  Freddy Montaña
- 2012  Alejandro Ramírez Calderón
- 2013  Luis Alberto Largo
- 2014  Freddy Montaña
- 2015  Óscar Pachón
- 2016  Fabio Montenegro
- 2017  Álvaro Yamid Gómez
- 2018  Wldy Sandoval
- 2019  Fabio Duarte
- 2020 nicht ausgetragen
- 2021  Marlon Garzón
- 2022 nicht ausgetragen
- 2023  Rafael Pineda
- 2024  Rodrigo Contreras

Der Sieger von 2010 Libardo Niño wurde nachträglich wegen Dopings disqualifiziert.